# Juan Durán de Miranda
Juan Durán de Miranda fue un militar español que sirvió como gobernador de Nuevo México en el siglo XVII. Ocupó el cargo de gobernador de Nuevo México dos veces, entre 1664 y 1665 y entre 1671 y 1675. La información que tenemos de su figura es escasa.

## Carrera
Durán de Miranda fue nombrado gobernador de Nuevo México en 1664. Fue cesado y arrestado en 1665. A pesar de ello, fue nombrado nuevamente gobernador de Nuevo México en 1671.
En 1665 una facción dirigida por Tomé Domínguez de Mendoza acusó y cargó contra Durán de Miranda, lo cual causó el encarcelamiento de Durán de Miranda en la Casa de Cabildo de Santa Fe. Además, este fue sometido a "un iniquitous residencia" y todos sus bienes fueron embargados.
 Aun así, este fue liberado cuando presentó argumentos contra los cargos por los que había sido cesado en Ciudad de México, recuperando sus propiedades y posición.
De vuelta en el gobierno de Nuevo México, la Iglesia y el Estado chocaron. Una parte de la autoridad abandonó su poder sobre las jurisdicciones civiles y eclesiásticas socavando el gobierno provincial. Esto causó que pueblos indígenas comenzaran a mostrarse reticentes contra el Imperio español. Además, la administración del Mansso sobre el Servicio Misionario de Abastecimiento perdió efectividad, lo cual también agravó la estabilidad de Nuevo México, puesto que la misión había alimentado a la población del territorio, manteniendo con ello la aceptación de la iglesia.
En julio de 1671, Durán de Miranda ascendió a Juan Domínguez de Mendoza al rango de mariscal de campo y dirigió una campaña militar contra los apaches Gilo y los  "Apaches Siete Ríos", en el sur de Nuevo México.
En 1675, Durán de Miranda fue reemplazado por Juan Francisco Treviño.